# Gerard De Vos (voetballer)
Gerard De Vos (Sint-Andries, 19 augustus 1903 – Tielt, 5 januari 1972) was een Belgisch voetballer.
De Vos maakte carrière als aanvaller bij Cercle Brugge. Hij begon te voetballen bij de jeugd van Cercle Brugge en speelde daarna voor de eerste ploeg van 1921 tot 1930. Met die ploeg slaagde hij erin 1926/27 de landstitel te pakken. Hij speelde negenmaal voor de Belgische nationale ploeg, waarvoor hij in 1926 debuteerde en eenmaal scoorde. Daarna ging hij nog spelen voor FC Eeklo, waar hij later ook trainer werd. In totaal speelde hij 173 wedstrijden voor Cercle en maakte hij 87 doelpunten.